# Věže mlčení

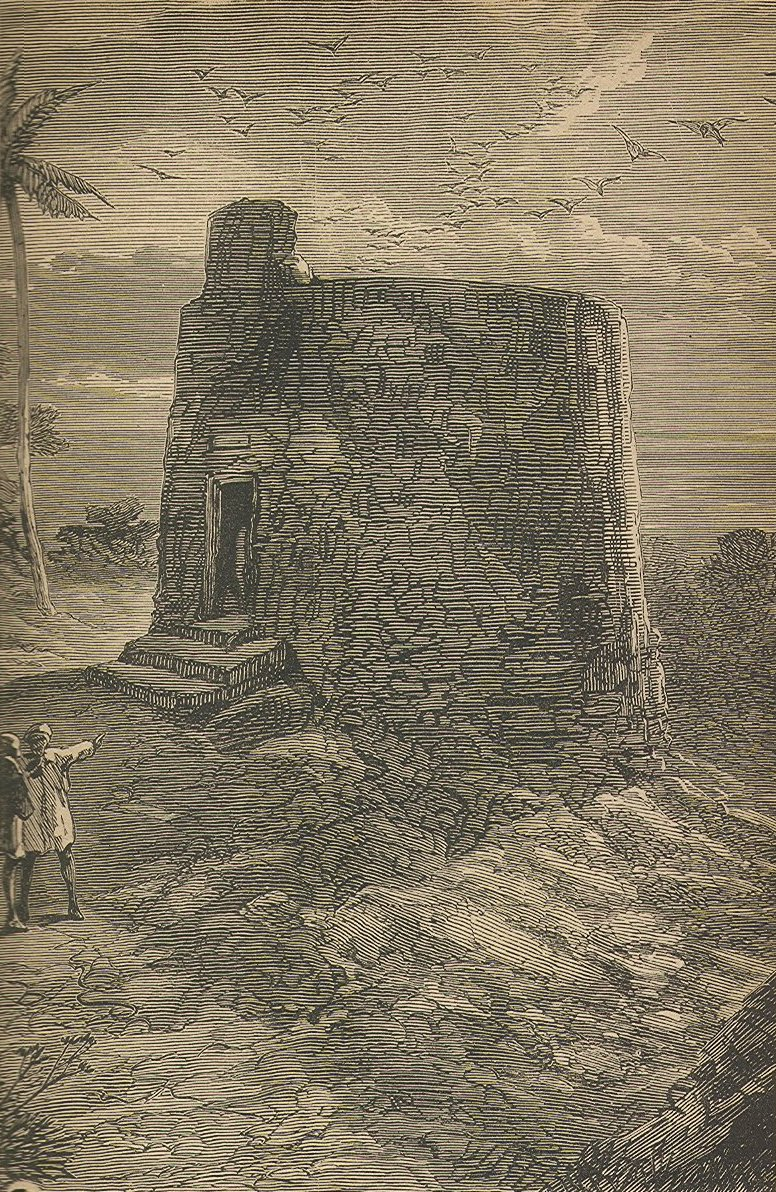
Rytina z pozdního 19. století, zachycující jednu z věží mlčení v Bombaji

Věže mlčení jsou kruhovité vyvýšené stavby s plochým vrškem, používané zoroastriány k pohřbívání mrtvých. Stojí v Íránu a indické Bombaji. Persky se označují jako dachme-je zartoští – „zoroastrovské mohyly“.

## Důvod používání

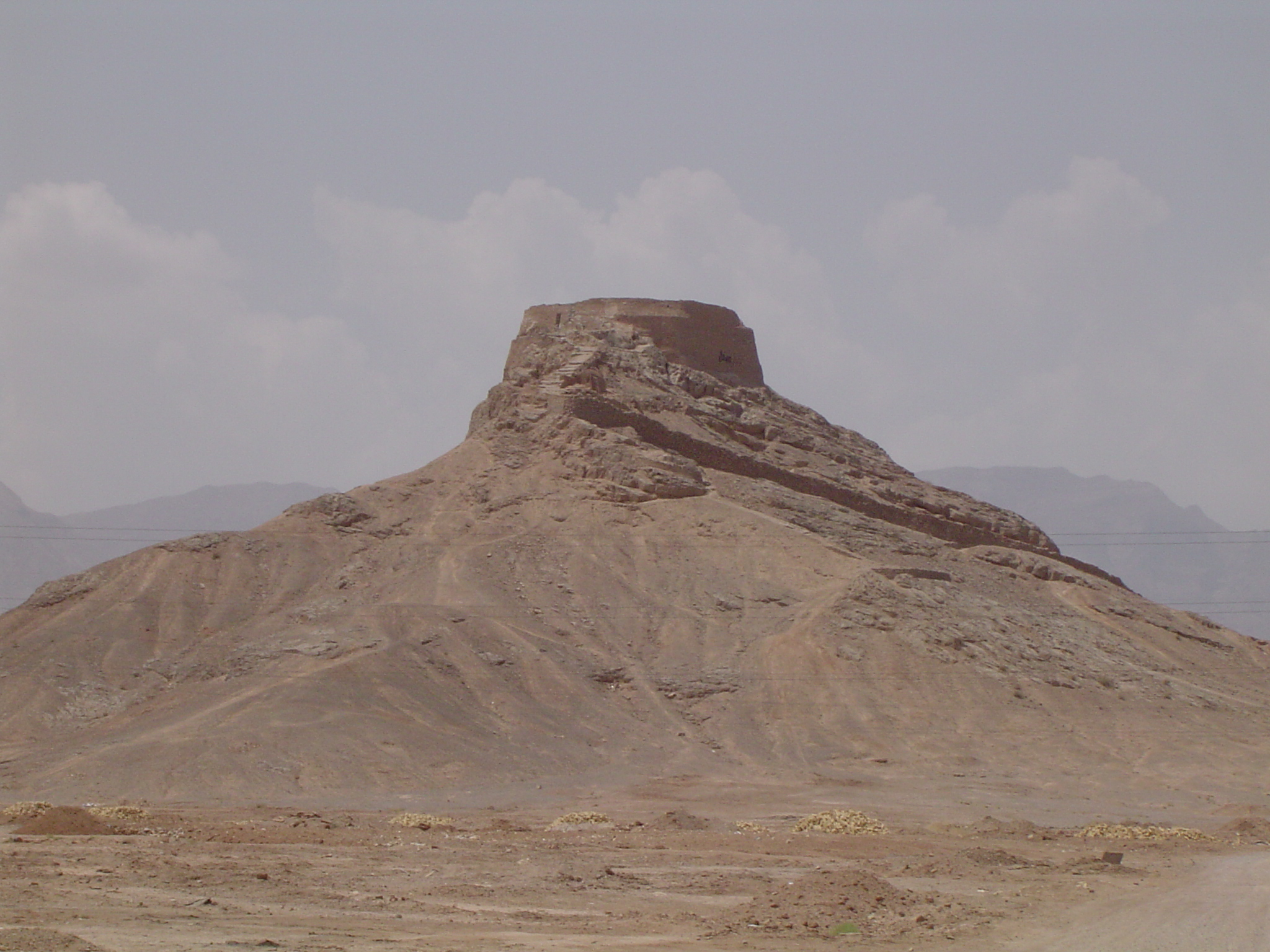
Věž mlčení v Jazdu

Zoroastrismus uctívá tři živly – vodu, půdu a oheň, který je nejdůležitější (jde o symbol Ahura Mazdy). Mrtvé tělo je současně považováno za nečisté. Mrtví se proto nesmí spalovat, ani pohřbívat do země. Proto se v zoroastrismu používají k pohřbům věže mlčení, na jejichž vrchol je nahé tělo mrtvoly položeno. Maso slouží jako potrava divokým ptákům a duše odchází po slunečních paprscích nahoru. Vybělené kosti se ukládají do jámy ve středu věže, kde se za pomoci vápna rozkládají. Rozložená směs se dále filtruje, než je vypuštěna ven.

## Současný stav
V 50. letech 20. století bylo v Íránu pohřbívání ve věžích mlčení zakázáno. Stále se však používají věže mlčení stojící na Malabárském vršku v Bombaji, kde je využívá místní komunita Pársů.